# キャイ〜ンの三ツ星! ホームパーティー
『キャイ〜ンの三ツ星！ ホームパーティー』（キャイーンのみつぼし ホームパーティー）は、テレビ東京で不定期に放送されていたバラエティ特番である。2006年から2008年まで7回放送された。

## 概要
芸能界でも料理上手と評判であるキャイ〜ンの天野ひろゆきが腕をふるって、手料理と酒でゲストをもてなすトーク番組である。
ゲスト（主にお笑い芸人）が日本全国のいろんな所へ行き、食材を手に入れて、それを天野ひろゆきが調理する（料理のレシピも公開している）。
第4回は、『キャイ〜ンの三ツ星！ ガーデンパーティー』と題して、番組初の屋外パーティーを行ったが、当日は雨に見まわれ、キャイ〜ンら出演者のテンションが下がってしまった。

## MC
- キャイ〜ン（ウド鈴木・天野ひろゆき）

## ナレーション
- 桐井大介

## 放送日・時間
- 第1回 - 2006年10月22日 日曜日・16:55 - 17:15
- 第2回 - 2006年11月26日 日曜日・16:55 - 17:15
- 第3回 - 2006年12月24日 日曜日・16:55 - 17:15
- 第4回 - 2007年2月25日 日曜日・16:55 - 17:15 ※『キャイ〜ンの三ツ星！ ガーデンパーティー』と題して放送
- 第5回 - 2007年5月19日 土曜日・16:00 - 17:15
- 第6回 - 2008年2月9日 土曜日・16:00 - 17:15
- 第7回 - 2008年6月7日 土曜日・16:00 - 17:15